# وصف الطريقة المتبعة من الدوق فالنتينو لقتل فيتيلوزو فيتيلي وأوليفيروتو دافيرمو والسينيور باغولو ودوق دي غرافينا أورسيني
وصف الطريقة المتبعة من الدوق فالنتينو لقتل فيتيلوزو فيتيلي، وأوليفيروتو دافيرمو والسينيور باغولو، ودوق دي غرافينا أورسيني هو أحد أهم أعمال نيكولو مكيافيلي التي وضعها عام 1503 وغالبا ما يتم اختصار عنوانه باللغة الإنجليزية بـ The Description.

## المضمون
يصف العمل الطريقة التي اتبعها تشيزري بورجا المعروف باسم الدوق فالنتينو لتصفية أهم أعضاء عائلة أورسيني النبيلة، رفقة فيتيلوزو فيتيلي وأوليفيروتو دافيرمو في ليلة الـ 31 من ديسمبر 1502 في سينيغاليا وذلك بعد مشاركتهم فيما يعرف بـمؤامرة ماجوني ضد الدوق فالنتينو.

## الترجمات
ترجم العمل الذي يعد من بين أحد أبرز أعمال مكيافيلي إلى الإنجليزية W.k Mariott، بيينما نشرت ترجمته إلى العربية مجلة أقلام  بتوقيع أمل بوشارب تحت عنوان «مؤامرة ماجوني».